# Doraha
Doraha (o Daroha) è una città dell'India di 18.975 abitanti, situata nel distretto di Ludhiana, nello stato federato del Punjab. In base al numero di abitanti la città rientra nella classe IV (da 10.000 a 19.999 persone).

## Geografia fisica
La città è situata a 30° 49' 0 N e 76° 1' 0 E e ha un'altitudine di 250 m s.l.m..

## Società

### Evoluzione demografica
Al censimento del 2001 la popolazione di Doraha assommava a 18.975 persone, delle quali 10.592 maschi e 8.383 femmine. I bambini di età inferiore o uguale ai sei anni assommavano a 2.293, dei quali 1.305 maschi e 988 femmine. Infine, coloro che erano in grado di saper almeno leggere e scrivere erano 13.400, dei quali 7.836 maschi e 5.564 femmine.